# Eurosia
Eurosia  è un nome proprio di persona italiano femminile.

## Varianti
- Femminili: Orosia
- Maschile: Eurosio[1]

### Varianti in altre lingue
- Catalano: Euròsia, Oròsia
  - Maschili: Eurosi[2]
- Francese: Euroise, Orosie, Oroise
- Polacco: Eurozja
- Russo: Еврозия (Evrozija)
- Spagnolo: Eurosia, Orosia
  - Maschili: Eurosio[2]

## Origine e diffusione
È un nome dall'etimologia incerta: privo di una tradizione greca o latina attestata, si è diffuso grazie al culto di santa Eurosia, originatosi nel XV secolo in Spagna ed espansosi poi al Nord Italia, specie in Lombardia, dove è prevalentemente diffuso.
Alcune fonti ipotizzano un'origine greca, ad esempio dalla radice ευ (eu, "bene") o dal termine euroos ("che scorre bene" e, in senso lato, "eloquente"). Secondo alcune agiografie della santa, essa era di origine boema e il suo nome era Dobroslava (che vuol dire "buona gloria" o "gloria gentile"), di cui Eurosia sarebbe un "equivalente greco".

## Onomastico
L'onomastico si può festeggiare il 25 giugno in ricordo di santa Eurosia, martire a Jaca; si ricorda con questo nome anche la beata Eurosia Fabris Barban, detta "Mamma Rosa", terziaria francescana, commemorata l'8 gennaio. Alcune fonti attestano anche l'esistenza di un "sant'Eurosio" martire a L'Aquila insieme con sant'Eusanio.

## Persone
- Eurosia di Jaca, santa

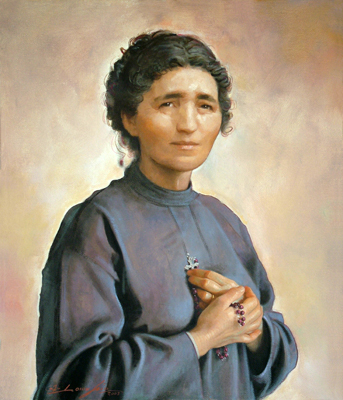
Eurosia Fabris Barban

- Eurosia Fabris Barban, religiosa italiana